# Ann Henning Jocelyn
Ann Henning Jocelyn, född 1948 i Göteborg, är en svenskfödd irländsk författare, översättare och radiopratare. Hennes trilogi Connemara Whirlwind har kallats för en modern irländsk klassiker. Hon har också översatt författare som Ruth Rendell och Kazuo Ishiguro till svenska, och Jon Fosse till engelska. Hon var sommarvärd i Sveriges radio P1 1998 och 2008

## Författarskap
Henning föddes 1948 i Göteborg. Kort efter födseln dog hennes fader. Hennes moder flyttade med hennes två syskon till Ed i Dalsland, där hennes morföräldrar bodde. Efter att båda morföräldrarna dog under 1950-talets mitt flyttade familjen till Mölndal, där Hennings moder gifte om sig. Hon trivdes inte med skolan, där hon hade lätt för sig, och ägnade tiden åt att skriva.
1968 började hon studera vid Göteborgs universitet, en filosofie kandidatexamen med fokus på klassisk arkitektur och dramatik. Hon började undervisa i konsthistoria vid samma universitet, men efter ett halvår flyttade hon till London för att studera teater. Hon verkade som skådespelare vid några teatrar i staden, men föredrog skrivandet. 1972 sattes hennes första pjäs Smile upp i Göteborg, men pjäsen blev inte framgångsrik. Efter några prövande år med försök till olika former av skrivande ägnade hon sig åt översättning, där hon introducerade författare som Ruth Rendell, Joanna Trollope och Kazuo Ishiguro till svenska läsare. Hon har även översatt Jon Fosse till engelska. Hon samarbetade dessutom med Ingrid Bergman för översättningen av självbiografin My Story till svenska. Samtidigt blev hon i Storbritannien ordförande i Translators' Association, en förening för översättare, och ledamot i Committee of Management of the Society of Authors.
I London träffade hon en irländare som hon förälskade sig i. 1982 flyttade hon med honom till Connemara på den irländska västkusten, där hon är bosatt. Henning har skrivit ett antal romaner som utspelar sig på Irlands landsbygd, romaner som har blivit bästsäljare. Trilogin Connemara Whirlwind har kallats för en modern irländsk klassiker.
Henning har även varit radiopratare i Sveriges radios Tankar för dagen och i irländska Radio 1. Hon var även sommarvärd i Sveriges radio P1 1998 och 2008.